# Tysk-tyrkisk film
Tysk-tyrkisk film er et begreb som bruges for film skabt af tyrkiske filminstruktører fra Tyskland. Kendt er f.eks. Fatih Akin med sin film Head On (2004). 

## Weblinks
- EU: Tysk-tyrkisk film vinder Parlamentes filmpris (Webside ikke længere tilgængelig)

| Film | Spire Denne filmartikel er en spire som bør udbygges. Du er velkommen til at hjælpe Wikipedia ved at udvide den. |